# Jan Tore Sanner
Jan Tore Sanner (né le 6 mai 1965 à Bærum) est un homme politique norvégien (H) et ministre des finances dans le gouvernement Solberg depuis le 24 janvier 2020. Auparavant, il a été Ministre de l’Éducation de 2018 à 2020 et Ministre des Affaires locales et du Développement régional de 2013 à 2018. Il est vice-président de Hoyre depuis 2004 et élu au Parlement norvégien pour le comté d'Akershus depuis 1993. 